# Gauthier Minguillón
Pas d'image ? Cliquez ici

a Compétitions nationales et continentales officielles uniquement.

b Matchs officiels uniquement.
Dernière mise à jour le 10 juin 2025.
Gauthier Minguillón, né le 3 mars 1994 à Bordeaux, est un joueur français, international espagnol de rugby à XV qui évolue aux postes d'ailier, d'arrière et de centre.

## Biographie
Gauthier Minguillón naît dans une famille d'origine espagnole. Son grand-père paternel est originaire de Castejón de Sos, à proximité de Benasque; tandis que sa grand-mère paternelle est catalane. Enfant, il passe beaucoup de temps à Castejón de Sos, et se voit inculquer par son père la culture espagnole et l'amour du rugby.
Il débute le rugby à l'US Salles, où il joue jusqu'en 2010. Il intègre ensuite le centre de formation du CA Bordeaux Bègles. Il est alors repéré en 2012 par la fédération espagnole, qui le convoque pour jouer avec son équipe des moins de 18 ans. Toujours espoir, il intègre ensuite l'équipe espagnole de rugby à sept, avec laquelle il dispute plusieurs étapes des World Rugby Sevens Series. En 2015, il décroche une première sélection avec l'équipe séniore de rugby à XV, lors d'un déplacement au Portugal.
En 2016, non conservé à Bordeaux, il rejoint le Stade langonnais en Fédérale 1. Ce choix lui permet de poursuivre ses études sur Bordeaux pendant un an, tout en gagnant de l'expérience. Il dispute 11 rencontres sous le maillot de Langon, avant de rejoindre l'Avenir valencien, toujours en Fédérale 1. Pendant deux saisons, il va disposer d'un fort de temps au poste d'arrière. Il progresse beaucoup pendant ces saisons en Fédérale 1, qui lui apportent « de la confiance dans [son] jeu ». Ses belles prestations lui permettre de rejoindre le monde professionnel, en signant en 2019 au Stade aurillacois, pensionnaire de Pro D2.
S'il est arrière de formation, sa polyvalence est un atout fortement apprécié. Ainsi à Aurillac, il évolue aussi bien à l'arrière, qu'au centre ou à l'aile. En sélection, il est apprécié par le sélectionneur espagnol Santiago Santos pour ses qualités, notamment à l'aile où il peut faire parler sa vitesse. Il participe activement à la campagne qualificative pour la Coupe du monde 2023, où il évolue à l'aile, concurrencé à l'arrière par Charly Malié et John-Wessel Bell. 
En avril 2023, il est annoncé qu'il va rejoindre le club de Valence Romans Drôme Rugby à partir de la saison 2023-2024.
Le 9 juin 2025, sa signature pour le C. R. El Salvador de la División de Honor a été annoncée, étant sa première aventure dans un club espagnol.

## Statistiques

### En sélection
| Année | Compétition       | Matchs | Points | Essais | Transf. | Drops | Pénal. |
| ----- | ----------------- | ------ | ------ | ------ | ------- | ----- | ------ |
| 2015  | CEN D1 2014-2016  | 1      | -      | -      | -       | -     | -      |
| 2015  | Coupe des Nations | 3      | -      | -      | -       | -     | -      |
| 2016  | CEN D1 2014-2016  | 1      | -      | -      | -       | -     | -      |
| 2017  | REC               | 1      | -      | -      | -       | -     | -      |
| 2019  | REC               | 1      | -      | -      | -       | -     | -      |
| 2021  | REC 2020          | 1      | -      | -      | -       | -     | -      |
| 2021  | REC               | 2      | 5      | 1      | -       | -     | -      |
| 2022  | REC               | 5      | 15     | 3      | -       | -     | -      |
| 2022  | Test              | 1      | 5      | 1      | -       | -     | -      |
| 2024  | Test              | 5      | 5      | 1      | -       | -     | -      |
| 2025  | REC               | 3      | 10     | 2      | -       | -     | -      |
| Total | Total             | 24     | 40     | 8      | -       | -     | -      |

| Essai | Adversaire | Lieu                                       | Compétition | Date             | Résultat | Score |
| ----- | ---------- | ------------------------------------------ | ----------- | ---------------- | -------- | ----- |
| 1     | Pays-Bas   | NRCA Stadium, Amsterdam                    | REC 2021    | 18 décembre 2021 | Victoire | 7-52  |
| 1     | Pays-Bas   | Stade national complutense, Madrid         | REC 2022    | 5 février 2022   | Victoire | 43-0  |
| 2     | Russie     | Stade central Slava-Metreveli (en), Sotchi | REC 2022    | 12 février 2022  | Victoire | 37-41 |
| 1     | Canada     | Stade Place TD, Ottawa                     | Test match  | 10 juillet 2022  | Victoire | 34-57 |
| 1     | Uruguay    | Stade national complutense, Madrid         | Test match  | 9 novembre 2024  | Victoire | 33-24 |
| 2     | Portugal   | Stade national du Jamor, Oeiras            | REC 2025    | 1er mars 2025    | Victoire | 31-42 |